# KV49
KV49, acrònim de l'anglès King's Valley, és una tomba egípcia de l'anomenada Vall dels Reis, situada a la riba oest del riu Nil, a l'altura de la moderna ciutat de Luxor. Probablement estava destinada a un personatge de la reialesa de la dinastia XVIII d'Egipte.

## Situació
La KV49 es troba en el branc occidental del uadi principal de la Vall dels Reis, a l'entrada del camí que porta a KV35. Orientat el seu eix en adreça sud-oest, està molt propera a KV48 i a les Tombes d'Animals (KV50, KV51 i KV52), així com a les entrades de dos sepulcres de dimensions majors, KV52 i KV57. No té decoració.
El disseny de KV49 és més elaborat que el d'una tomba comuna de noble en la necròpoli real però és més simple que un enterrament de príncep o de reina. Consta d'una escala d'entrada, un corredor en rampa descendent i una única sala. La tomba anava a ser ampliada, com demostra l'excavació d'una escala sota, però per causes desconegudes les obres van ser detingudes, potser per la mort del seu propietari.

## Excavació
La KV49 va ser descoberta el 1906 per Edward Russell Ayrton, mentre treballava per Theodore Davis. Es va determinar que la porta a la sala C va ser segellada, la qual cosa indica que va ser ocupada. No obstant això, entre els pocs fragments d'aixovar funerari oposats, no hi ha cap que ni tan sols pugui suggerir qui el destinatari de la tomba. Només es pot intuir, pel disseny i la localització de KV49, que va ser excavada a mitjan dinastia XVIII, potser entre els regnats de Amenofis II i Amenofis III.
A fi d'evitar els danys de les inundacions, el Consell Suprem d'Antiguitats ha construït un mur de pedra al voltant de l'entrada de KV49. El valor d'aquesta tomba en la història de la Vall dels Reis pot ser més gran del que al principi sembla. La troballa de grafits datats a la fi de la dinastia XX indiquen que potser anés utilitzada com a taller de restauració de les mòmies reals, que posteriorment van ser enviades a diferents amagatalls a resguard de lladres i violadors de tombes. La proximitat de KV49 amb el refugi de KV35 (on van ser amagades les mòmies de mitjan dinastia XVIII, finals de la XIX i primera meitat de la XX) sembla certificar el seu ús com a parada obligada per als cossos de diversos faraons de l'Imperi Nou a un lloc més segur.